# Zasłonak żółtkowy
Zasłonak żółtkowy (Phlegmacium cliduchus (Secr. ex Fr.) Niskanen & Liimat.) – gatunek grzybów należący do rodziny zasłonakowatych (Cortinariaceae).

## Systematyka i nazewnictwo
Pozycja w klasyfikacji według Index Fungorum: Phlegmacium, Cortinariaceae, Agaricales, Agaricomycetidae, Agaricomycetes, Agaricomycotina, Basidiomycota, Fungi.
Po raz pierwszy opisali go Louis Secretan i Elias Fries w 1838 r., nadając mu nazwę Cortinarius cliduchus. Obecną nazwę nadali mu Tuula Niskanen i Kare Liimatainen w 2022 r.
Synonimy:
- Cortinarius cliduchus Secr. ex Fr. 1838
- Cortinarius cliduchus var. ionophyllus Malençon & Bertault 1970
- Gomphos cliduchus (Secr. ex Fr.) Kuntze 1891
- Phlegmacium cliduchum (Secr. ex Fr.) Ricken 1912[2].

W 1955 r. Stanisław Domański podał polską nazwę zasłonak śmierdzący, w 1975 r. Andrzej Nespiak zmienił ją na zasłonak żółtkowy. Obydwie są niespójne z aktualną nazwą naukową.

## Morfologia
Kapelusz
Średnica 4–10 cm, kształt początkowo półkulisty, potem wypukły, w końcu nieco spłaszczony. Powierzchnia gładka, śliska, w stanie suchym błyszcząca, intensywnie żółta do bladożółtobrązowej, ciemniejsza w środku.
Blaszki
Kremowe do jasnobrązowych, u starych grzybów czerwonobrązowe.
Trzon
Wysokość 5–10 cm, grubość 1–2 cm, u podstawy z bulwą o średnicy do 2,5 cm. Powierzchnia w dolnej części pokryta jasnożółtymi, łuskowatymi pozostałościami pochwy, zasnówka oliwkowo-brązowożółta.
Miąższ
Białożółty do żółtego, o gorzkim smaku i zapachu ziemi.
Zarodniki
Wysyp zarodników brązowy. Bazydiospory eliptyczne, 9-11 × 5-6 µm.

## Występowanie i siedlisko
Znane są jego stanowiska tylko w Europie. W piśmiennictwie naukowym na terenie Polski do 2003 r. podano 3 stanowiska, w tym dwa sprzed I wojny światowej.
Grzyb naziemny. Rośnie wśród mchów w lasach mieszanych i liściastych, głównie pod bukami. Grzyb niejadalny.